# 23850 Ramaswami
23850 Ramaswami este un asteroid din centura principală de asteroizi.

## Descriere
23850 Ramaswami este un asteroid din centura principală de asteroizi. A fost descoperit pe 14 septembrie 1998 la Socorro, New Mexico, în cadrul proiectului LINEAR. Asteroidul prezintă o orbită caracterizată de o semiaxă mare de 2,56 ua, o excentricitate de 0,20 și o înclinație de 8,3° în raport cu ecliptica.